# Tupolev Tu-128
Le Tupolev Tu-128 (ou Tu-28) est un avion de chasse du bureau d'études soviétique Tupolev.

## Conception
En décembre 1959 commence la construction d'un prototypes d'un nouvel intercepteur biréacteur de grande taille, le Tu-128. Cet appareil est inspiré du bombardier expérimental Tu-98 construit dans les années 1950. En Occident, il est pris au départ pour un Yakovlev avant d'être identifié comme sortant du bureau d'études Tupolev. L’OTAN le baptise du nom de Fiddler-A. Il effectue son premier vol le 18 mars 1961. Il était initialement prévu que sa version de série soit appelée Tu-28 et le système d'armes qu'il forme, Tu-28-80, mais en fin de compte l'armée adopta le nom du bureau d'étude Tu-128 et appela le système d'arme Tu-128S-4.

### Tu-128
Le Tu-128 (Fiddler-B) est un intercepteur supersonique destiné à pouvoir intercepter ses cibles à plus de 1 000 km de sa base. Le Tu-128 est guidé vers ses cibles par les radars terrestres, cibles qu'il trouve ensuite avec son énorme radar RB-S Smerch (Big Nose). Il est armé de quatre missiles Bisnovat R-4 (AA-5 Ash), habituellement deux R-4R à guidage radar semi-actif et deux R-4T à guidage infrarouge. Ses principales cibles en cas de guerre sont les bombardiers stratégiques de l'OTAN. 188 exemplaires furent construits de 1965 à 1971. 

### Tu-128M

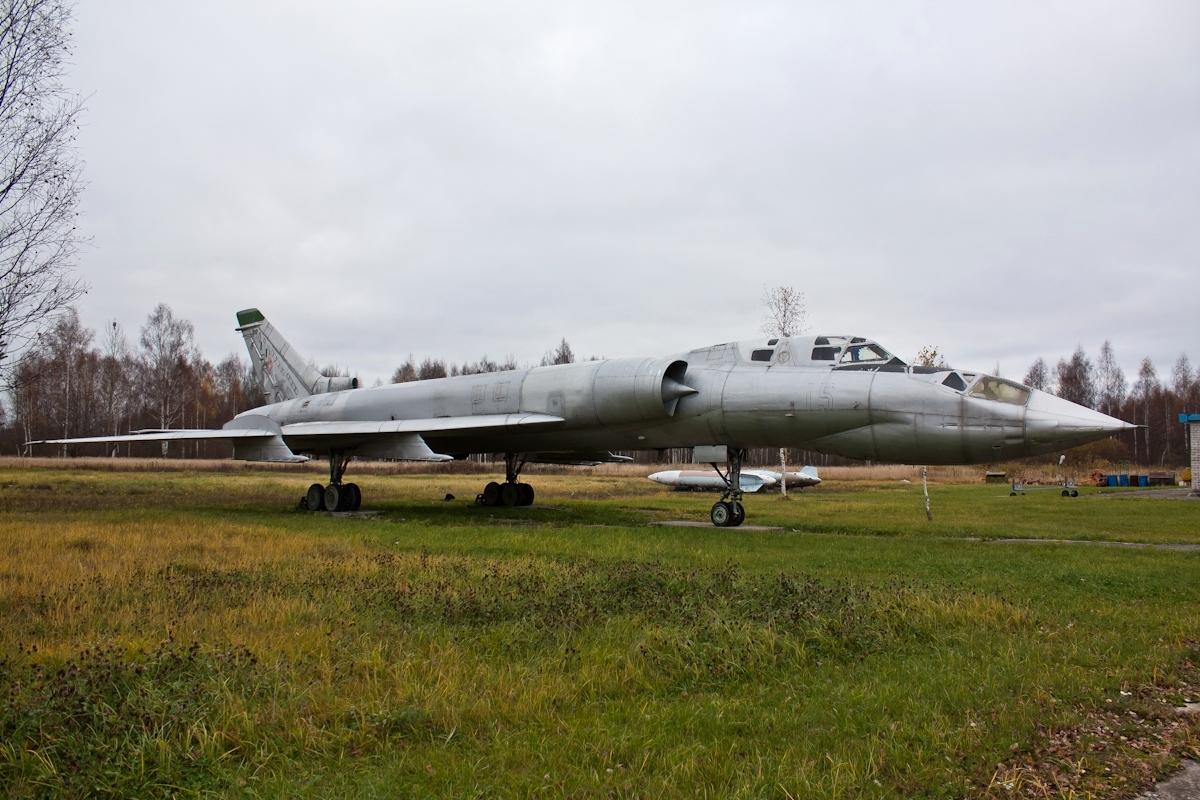
Ce Tu-128UT d'entraînement a le sommet de dérive horizontal du Tu-128M

Une version améliorée du Tu-128 est par la suite mise au point : le Tu-128M, ou systèmes d'armes Tu-128S-4M. Son radar RP-SM Smerch-M et ses missiles R-4MR (version à guidage radar semi-actif) / R-4MT (guidage infrarouge) ont été améliorés pour pouvoir engager des cibles volant à basse altitude. Cette version est identifiable visuellement par son sommet de dérive horizontal alors que celui du Tu-128 est oblique. 
Le Tu-128M fit son premier vol le 15 octobre 1970. Deux exemplaires d'essais furent construits pour des tests s'étalant jusqu'en 1974. Il n'y eut pas de construction de Tu-128M de série neufs, mais la plupart des Tu-128 en service furent modernisés au standard Tu-128M à partir de 1979. 
Il reste actuellement l'avion de chasse le plus grand jamais produit.

### Appareils comparables
- Avro Canada CF-105 Arrow
- Gloster Javelin
- Mikoyan-Gurevich MiG-25
- North American F-108 Rapier